# Rasa dels Bastets
La Rasa dels Bastets és un torrent afluent per l'esquerra de l'Aigua de Valls, a la Vall de Lord, que fa tot el seu recorregut pel terme municipal de Guixers.
Tota la seva conca està integrada en el Pla d'Espais d'Interès Natural (PEIN) de la Generalitat de Catalunya i més concretament en l'espai Serres de Busa-Els Bastets-Lord
La xarxa hidrogràfica de la Rasa dels Bastets, que també transcorre íntegrament pel terme municipal de Guixers, està constituïda per cinc cursos fluvials la longitud total dels quals suma 2.256 m.